# Vahidli
Vahidli è un comune dell'Azerbaigian situato nel distretto di Tovuz. Conta una popolazione di 1 074 abitanti.